# Hailey Van Lith
Hailey Van Lith (Wenatchee, 9 de septiembre de 2001) es una jugadora de baloncesto profesional estadounidense que juega para el Chicago Sky de la Asociación Nacional de Baloncesto Femenino (WNBA). Jugó baloncesto universitario para los Louisville Cardinals, los LSU Tigers y los TCU Horned Frogs. Formó parte del equipo estadounidense en la modalidad de 3×3. Participó en los Juegos Olímpicos de París 2024, obteniendo una medalla de bronce en el torneo femenino.

## Palmarés internacional
| Juegos Olímpicos | Juegos Olímpicos | Juegos Olímpicos  | Juegos Olímpicos |
| Año              | Lugar            | Medalla           | Competición      |
| ---------------- | ---------------- | ----------------- | ---------------- |
| 2024             | París (Francia)  | Medalla de bronce | Torneo femenino  |